# Вилцская волость
Вилцская волость (латыш. Vilces pagasts) — одна из семнадцати территориальных единиц Елгавского края Латвии. Находится на юго-западе края. Граничит с Залениекской, Лиелплатонской, и Элейской волостями своего края, Аугсткалнской волостью Добельского края, а также с Саткунским, Скайстгирским и Жагарским староствами Йонишкского района Шяуляйского уезда Литвы.
Крупнейшими населёнными пунктами волости являются: Вилце (волостной центр), Зиедкалне, Мурмуйжа, Бандениеки, Бланкенфелде, Калнрозес, Каптейнес, Мазвилце.
По территории волости протекают реки: Свете, Киве, Платоне, Рукузе, Сидрабе, Вилце.

## История
На территории нынешней Вилцской волости с 1590 года находились земли Вилценского поместья. В 1705 году у местечка Гемауертгоф состоялась Битва при Гемауертгофе — сражение между шведскими войсками под командованием Адама Людвига Левенгаупта и русскими войсками под командованием Бориса Петровича Шереметева в ходе Великой Северной войны.  
Волость была образована в 1822 году. В 1893 году она включала в себя земли Бланкенфельдского, Гемауертгофского и Гросс-Платонского поместий.
В 1935 году Вилцская волость Елгавского уезда имела площадь 86,7 км² с населением 1871 житель. В 1945 году в состав волости входили Аусмский и Вилцский сельские советы. После отмены в 1949 году волостного деления Аусмский сельсовет поочерёдно входил в состав Элейского (1949—1956), Елгавского (1956—1962, 1967—1990) и Добельского (1962—1967) районов.
В 1951 году территория ликвидированного колхоза «Зиедкалне» Беркенского сельского совета была присоединена к Аусмскому сельсовету. В 1956 году к Аусмскому сельсовету были добавлены территории колхоза «Сарканайс карогс» Абгунстского сельсовета и колхоза «Земгалес комунистс» Вилцского сельсовета, колхоз «Яунайс лайкс» Аусмского сельсовета был присоединён к Вилцскому сельсовету. В 1963 году к Аусмскому сельсовету была присоединена часть территории Вилцского сельсовета. В 1974 году — территория колхоза «Павасарис» Залениекского сельсовета. В 1977 году состоялся обмен территориями с Залениекским сельсоветом. В 1989 году произошло слияние Аусмского и Вилцского сельских советов.
В 1990 году Вилцский сельсовет был реорганизован в волость. В 2009 году, по окончании латвийской административно-территориальной реформы, Вилцская волость вошла в состав созданного Елгавского края.